# Marian Turowski
Marian Turowski (ur. 27 grudnia 1964 w Sobótce) – polski kolarz torowy, medalista mistrzostw świata, olimpijczyk z Seulu 1988.
Jeden z najlepszych średniodystansowców lat 80. XX wieku. Wielokrotny medalista mistrzostw Polski:
- złoty:
  - w indywidualnym wyścigu na 4 km na dochodzenie w roku 1987,
  - w drużynowym wyścigu na 4 km na dochodzenie w latach 1986–1990,
- srebrny:
  - w indywidualnym wyścigu na 4 km na dochodzenie w latach 1986–1990[1].

Srebrny medalista mistrzostw świata w wyścigu drużynowym na 4 km na dochodzenie (partnerami byli: Ryszard Dawidowicz, Andrzej Sikorski, Leszek Stępniewski)
Uczestnik mistrzostw świata w latach: 1985, 1986, 1987.
Na igrzyskach w Seulu wystartował w wyścigu drużynowym (partnerami byli: Ryszard Dawidowicz, Joachim Halupczok, Andrzej Sikorski) na 4 km na dochodzenie. Polska drużyna zajęła 7. miejsce.